# Olost
Olost és un municipi de la comarca del Lluçanès, està situat a l'oest de la regió de l'Alt Ter. El terme comprèn el poble d'Olost, cap de municipi, el poble de Santa Creu de Joglars i el Raval d'Olost. El municipi és força accidentat, amb sectors menys abruptes només a les terres pròximes al poble d'Olost, poc abans de l'aiguabarreig de la Riera Gavarresa i la riera de Lluçanès, que travessen de nord a sud el terme i donen una característica configuració de valls i petites carenes, on s'assenten antigues masies.

## Geografia
- Llista de topònims d'Olost (Orografia: muntanyes, serres, collades, indrets..; hidrografia: rius, fonts...; edificis: cases, masies, esglésies, etc).

## Demografia
| Entitat de població   | Habitants (2023) |
| Olost                 | 1.075            |
| Santa Creu de Joglars | 143              |
| Font: Idescat         |                  |

| 1497 f | 1515 f | 1553 f | 1717 | 1787 | 1857  | 1877 | 1887 | 1900 | 1910  |
| ------ | ------ | ------ | ---- | ---- | ----- | ---- | ---- | ---- | ----- |
| -      | 17     | 23     | 451  | 661  | 1.211 | 938  | 928  | 917  | 1.027 |

| 1920  | 1930  | 1940  | 1950  | 1960  | 1970 | 1981 | 1990 | 1992 | 1994 |
| ----- | ----- | ----- | ----- | ----- | ---- | ---- | ---- | ---- | ---- |
| 1.067 | 1.089 | 1.118 | 1.120 | 1.018 | 904  | 952  | 969  | 969  | 969  |

| 1996  | 1998  | 2000  | 2002  | 2004  | 2006  | 2008  | 2010  | 2012 | 2014  |
| ----- | ----- | ----- | ----- | ----- | ----- | ----- | ----- | ---- | ----- |
| 1.204 | 1.199 | 1.160 | 1.170 | 1.187 | 1.187 | 1.199 | 1.202 | -    | 1.186 |

| 2016  | 2018  | 2020  | 2022  | 2024  | 2026 | 2028 | 2030 | 2032 | 2034 |
| ----- | ----- | ----- | ----- | ----- | ---- | ---- | ---- | ---- | ---- |
| 1.185 | 1.188 | 1.202 | 1.206 | 1.216 | -    | -    | -    | -    | -    |

## Història
La primera documentació coneguda sobre Olost és del 908 dC. Es tracta d'una venda de terres a la demarcació de l'església de Santa Maria d'Olost. Altra documentació falsa datada el mateix any atribueix la reconstrucció de l'església al comte Guifré, fill del Pelós. Al llarg del segle x, el nom de Santa Maria d'Olost apareix en documents diversos. Durant l'Edat Mitjana, Olost va ser una de les poblacions amb més pes del Lluçanès. Amb la construcció del castell d'Olost el segle xi començà la llinatge dels senyors d'Olost. Dos-cents anys més tard, el 1230, els senyors d'Olost s'uniren per matrimoni amb la família dels Peguera, que s'instal·laren al Lluçanès i van acabar posseint, gràcies a la compra de la baronia de Lluçà, la major part del Lluçanès.
Des de la meitat del segle xviii fins a la meitat del XIX, Olost va viure un gran creixement econòmic i demogràfic gràcies a la implantació d'indústries tèxtils. De totes maneres, durant la primera meitat del XIX, va ser, com altres pobles del Lluçanès, un dels escenaris de les guerres carlines. El 1835 els carlins van atacar i ocupar el poble, en mans fins llavors dels isabelins, i van cremar l'església.
A partir de la meitat del segle xix, la població entrà en un període d'estancament econòmic, que es reflecteix en la davallada demogràfica: el nombre d'habitants, que el 1857 havia estat de 1211, va passar a 917 habitants el 1900.
Durant el segle xx, Olost anà recuperant, amb alts i baixos, la població i millorà la seva economia. A partir dels anys 80 fins aquest moment, han anat sortint diversos grups i associacions que han ajudat a dinamitzar culturalment i lúdica el poble.
El 3 de maig de 2023 el municipi, que fins aleshores formava part de la comarca d'Osona, va passar a integrar-se a la nova comarca del Lluçanès.

## Política
Llistat d'alcaldes després de la dictadura franquista:
| Partit                                                    | Alcalde                        | Legislatura | Presa de possessió | Baixa        |
| IOiSC                                                     | Gil Salvans i Muns             | 2023-2027   | 17/06/2023         | En el càrrec |
| OiSC-AM                                                   | Josep Maria Freixanet i Mayans | 2019-2023   | 15/06/2019         | 27/05/2023   |
| OiSC-AM                                                   | Josep Maria Freixanet i Mayans | 2015-2019   | 15/06/2015         | 25/05/2019   |
| OiSC-AM                                                   | Josep Maria Freixanet i Mayans | 2011-2015   | 11/06/2011         | 22/05/2015   |
| ESQUERRA-AM                                               | Josep Maria Freixanet i Mayans | 2007-2011   | 16/06/2007         | 21/05/2011   |
| ERC-AM                                                    | Josep Maria Freixanet i Mayans | 2003-2007   | 14/06/2003         | 26/05/2007   |
| CIU                                                       | Jordi Salvans i Buhils         | 1999-2003   | 03/07/1999         | 24/05/2003   |
| CIU                                                       | Jordi Salvans i Buhils         | 1995-1999   | 17/06/1995         | 12/06/1999   |
| CIU                                                       | Ramon Sallent i Macià          | 1991-1995   | 15/06/1991         | 27/05/1995   |
| CIU                                                       | Ramon Sallent i Macià          | 1987-1991   | 30/06/1987         | 25/05/1991   |
| INDEPENDENT                                               | Ramon Sallent i Macià          | 1983-1987   | 23/05/1983         | 09/06/1987   |
| CIU                                                       | Francesc Reñé i Busquets       | 1979-1983   | 19/04/1979         | 07/05/1983   |
| Font: Portal dades obertes de la Generalitat de Catalunya |                                |             |                    |              |

## Llocs d'interès
- Església de Santa Maria, d'estil barroc, amb dos campanars, sovint coneguda com la Catedral del Lluçanès, definició que s'atribueix al bisbe Josep Torras i Bages.
- Església de Santa Creu de Jotglar, del s. XVIII.
- Castell d'Olost, d'estil gòtic, guarda una important col·lecció de pintures, entre les quals destaquen les de Josep Maria Sert.
- Ermita de St. Adjutori
- Nucli antic i masies d'Olost i Sta. Creu
- Pantà de Reixach
- Museu Parroquial d'Olost.[3]
- Espai Perot Rocaguinarda[Enllaç no actiu]. Es tracta d'un centre dedicat al bandolerisme del segle xvii a través de l'anàlisi del bandoler Perot Rocaguinarda. Un recorregut per la seva vida real i els espais naturals vinculats al personatge, però també al mite del bandoler.
- Llista de monuments d'Olost

## Festivitats
- Festa Major, 15 d'agost
- Fira d'en Rocaguinarda, el primer diumenge de novembre que no s'escaigui amb Tots Sants

## Entitats[4]
- Comissió de festes La Cràpula
- Club excursionista Via Fora

- Futbol Club Olost
- AMPA CEIP Terra Nostra
- Associació de Caçadors de Sant Adjutori
- Associació Cultural Els Cremats
- Penya Blanc-Blava d'Olost
- Club Ciclista Olost
- AMPA Llar d'infants estel
- Coral Noves Veus
- Comissió de Festes de Santa Creu de Jutglar
- Associació Casal d'avis d'Olost
- Colla Gegantera d'Olost
- Associació local contra el Càncer

## Fills il·lustres
- Josep Baroy i Bardolet (1807−1871), metge.
- Josep Maria Santacreu Marginet (1928), empresari i polític.
- Adjutori Serrat i Giró (1955), futbolista.
- Gerard Farrés i Güell (1979), pilot de motociclisme.